# The Home
The Home är en kommande amerikansk psykologisk skräckfilm/thrillerfilm i regi av James DeMonaco, från ett manus skrivet av honom själv, tillsammans med Adam Cantor. Filmen, som är inspelad i New Jersey under den tidiga halvan av 2022, är producerad av Miramax Films, med Lionsgate som ansvarig utgivare/distributör. Huvudrollen i filmen spelas av Pete Davidson.
Filmens officiella premiärdatum är i nuläget (mars 2025) helt okänt.

## Rollista
- Pete Davidson – Max
- Marilee Talkington – Gretchen